# Олдер (Монтана)
Олдер (енгл. Alder) насељено је место без административног статуса у америчкој савезној држави Монтана.

## Демографија
По попису из 2010. године број становника је 103, што је 13 (-11,2%) становника мање него 2000. године.
| Група             | 2000.        | 2010.       |
| Белци             | 116 (100,0%) | 101 (98,1%) |
| Афроамериканци    | 0 (0,0%)     | 0 (0,0%)    |
| Азијати           | 0 (0,0%)     | 1 (1,0%)    |
| Хиспаноамериканци | 0 (0,0%)     | 1 (1,0%)    |
| Укупно            | 116          | 103         |